# Wapen van Aegum

Wapen van Aegum

Het wapen van Aegum is het dorpswapen van het Nederlandse dorp Aegum, in de Friese gemeente Leeuwarden. Het wapen werd in 1986 geregistreerd.

## Beschrijving
De blazoenering van het wapen in het Fries luidt als volgt:
Yn sulver in read pompeblêd mei in grien skyldhaad, dêryn trije gouden hoannepoaten mei fearren.
De Nederlandse vertaling luidt als volgt: 
In zilver een rood pompeblêd met een groen schildhoofd, daarin drie gouden hanenpoten met veren.
De heraldische kleuren zijn: zilver (zilver), keel (rood), sinopel (groen) en goud (goud).

## Symboliek

Pompeblêd en hanenpoten: verwijzen naar de interpretatie van Aegum als middelpunt van Friesland. Dit middelpunt zou drie hanenstappen van de kerktoren van Aegum gelegen zijn.